# 徳島県民の歌
「徳島県民の歌」（とくしまけんみんのうた）は、日本の都道府県の一つ、徳島県の県民歌である。同名の曲が2曲存在する。
1. 1947年（昭和22年）発表。作詞・住友柾之、作曲・今川幹夫。
2. 1971年（昭和46年）制定。作詞・富士正晴、作曲・三木稔。

現在の県民歌は2.である。1.は正式な県民歌としては採用されていない。

## 解説
1939年（昭和14年）に金沢治が作詞、服部良一が作曲をそれぞれ手掛けた「徳島県民歌」が制定されたが、戦前に制定された他県の県民歌と同様に1945年（昭和20年）の太平洋戦争終結後は演奏の機会が少なくなり「現代の徳島県にふさわしいものを検討」するとの理由により有名無実化した。
1960年代には主に国民体育大会の開催に合わせて多くの県が新しい県民歌を制定したが、長らく新県民歌の制定が課題となっていた徳島県では1971年に「県民が誇りをもって明るく気軽に愛唱できる県民歌をつくり、郷土愛意識の高揚を図る」ことを制定意義として歌詞の公募を実施した。しかし、審査結果は「該当作無し」となり、改めて詩人で県出身の富士正晴に作詞を、同じく県出身の三木稔に作曲を依頼して7月に現行の「徳島県民の歌」が制定された。
制定に当たって、ビクター音楽産業（現在のJVCケンウッド・ビクターエンタテインメント）が立川澄人の歌唱によりソノシート（PRB-3121）を製造している。1番と3番で繰り返される「さわやかさ」のフレーズ、そしてスダチの香りと鳴門の渦潮を讃える1番の歌詞が特徴的である。

## 1947年版「徳島県民の歌」
1947年3月に徳島新聞社とNHK徳島放送局が日本国憲法公布を記念して新しい「徳島県民の歌」の歌詞を公募し、作曲を今川幹夫（1910年 - 1952年）に依頼して4月28日に発表された。しかし、この曲は民間主導で作られたものであるためか正式な県民歌としての採用には至らず、1971年に同名の曲が新規に作成・制定された。
歌詞と楽譜は2003年（平成15年）に今川音楽研究会より刊行された『今川幹夫作品集』の104-105ページに掲載されている。